# セクシー・セディー
「セクシー・セディー」（Sexy Sadie）は、ビートルズの楽曲である。1968年に発売された9作目のイギリス盤公式オリジナル・アルバム『ザ・ビートルズ』に収録された。名義上はレノン＝マッカートニーの作品となっているが、実質的にはジョン・レノンが書いた楽曲で、インドに滞在していた時期にミア・ファローをそそのかしたというマハリシ・マヘーシュ・ヨーギーに対する怒りと失望を表現した楽曲となっている。このような内容から、本作はディスリスペクトの先駆けとされる例の1つとなった。

## 背景

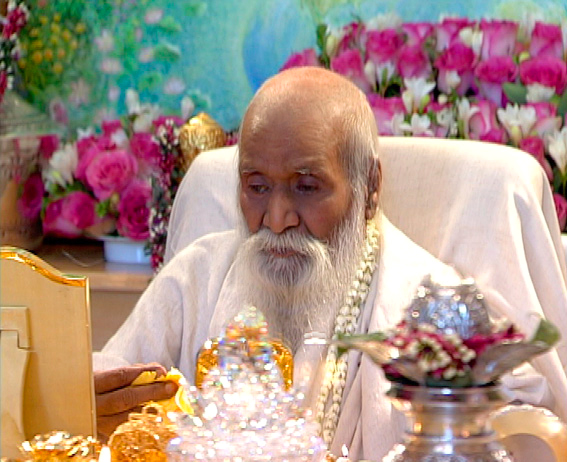
マハリシ・マヘーシュ・ヨーギー（2007年）

レノンは当初、本作のタイトルを "Maharishi" にして発表しようと考えていた。しかし、ハリスンがレノンに「そんなことを言ってはダメだ。話にならない」と伝え、「セクシー・セディ」というタイトルを考案して現行のタイトルとなった。ビートルズは一時期、インド人導師でアメリカで超越瞑想を布教していたマハリシ・マヘーシュ・ヨーギーに傾倒し、1968年にジョージ・ハリスンの要望でメンバー全員でインド・リシケーシュを訪問し、マハリシ・アシュラムに滞在した。その中でレノンが、マハリシが同じく瞑想修行をしていたミア・ファローを誘惑していたという噂を聞いて強い反感を持ったことが、本作のインスピレーションとなったとされている。レノンは「マハリシに触発された曲。荷物を詰めて、旅立とうとしていたときに書いたんだ。インドを旅立つ前に書いた最後の曲だった。『Maharishi, what have you done? / You made a fool of ev'ryone.（マハリシ、なんてことをしたんだ。 / おまえはみんなをこけにした）』とする代わりに『Sexy Sadie（セクシー・セディー）』と歌ったんだ。僕は計算高く、そのうえ感じたことを表現するために、この状況を利用して曲を書いた」と語っている。
ただし、このエピソードはアップル・コアのサウンド・エンジニアで、マハリシがメンバーにもたらす影響力を疎ましく思っていたとされるアレックス・マーダスのでっちあげであるという説が存在し、ビートルズとマハリシが決裂した原因についても「マハリシ側からの資金提供要請にビートルズが折り合わなかった」「ビートルズ一行が道場で酒と薬物をたしなんでいたことにヨーギーが怒った」など諸説がある。『ザ・ビートルズ・アンソロジー』で、ハリスンは「マハリシに関する噂は全部まるごと作り物だった。あの場所全体が変わり者だらけで、その何人かが僕らだった。あの話はそんな状況を引っかき回した。理由はどうであれ、ジョンは帰りたがっていたから、そういう話を聞くとついつい『よし、帰る口実ができた』と考えてしまった。でも、彼は僕らが出て行く理由なんてわからなかったから、『どうしたんだ？』と訊いた。すると間髪を入れずにジョンは『あんたには神秘的な力があるんだからわかってるんだろう？』と返した」と振り返っている。
1961年にスモーキー・ロビンソン&ザ・ミラクルズが発売した「アイヴ・ビーン・グッド・トゥ・ユー」と似た雰囲気を持っており、この楽曲には「Look what you've done / You made a fool out of someone」というフレーズが含まれている。1968年の『ローリング・ストーン』誌のインタビューで、レノンはこの楽曲を称賛している。

## レコーディング
「セクシー・セディ」のレコーディングは、1968年7月19日にEMIレコーディング・スタジオのスタジオ2で開始された。当時のアレンジは、5月にハリスンの自宅で録音されたデモ音源（イーシャー・デモ）よりも、テンポが遅く物憂い印象のあるアレンジだった。最初のバージョンは、トラック1にスターのドラム、トラック2にレノンのアコースティック・ギターとハリスンのエレクトリック・ギター、トラック3にマッカートニーのオルガン、トラック4にレノンのボーカルという編成で21テイク録音された。アレンジは試行錯誤を重ね、テイク6ではハリスンが演奏するジャズのテイストを持たせた下降コードから始まるアレンジで、テイク11ではマッカートニーが交互に弾くオルガンとピアノを主体としたアレンジとなっていて、テイク9からは曲の長さが8分を超えた。
1968年7月24日にリメイクが開始され、テイク25からのスタートとなった。ハリスンによるジャズ調のイントロは残され、23回（累計48テイク）録音されたが、ここでも完成はしなかった。この日のセッション終了時にレノンは「ダメだ」と口にし、マッカートニーも「確かにあまりよくない」と同調。そこでレノンは「それは俺たちが信じる気持ちをなくしたからだ」と返した。その後、3週にわたって本作は手つかずの状態にあった。
1968年8月13日に再びリメイクが開始され、便宜上テイク番号は100と付けられた。このバージョンのテープには、トラック1にスターのドラムとハリスンのタンバリン、トラック2にマッカートニーのピアノ、残る2つのトラックにスピーカー・キャビネットから離れた場所にセットした2本のマイクで録られたレノンのエレクトリック・ギターが録音された。この日に録音されたテイクのうち、テイク107に満足したレノンは、録音したギターを1つ消去し、トラック4にボーカルを録音した。その後、エレクトリック・ギターはトラック2のピアノと共にミックスされ、これがテイク108となった。その後もテイクは重なり、最終的には「テイク112」とアナウンスされた。
1968年8月21日のセッションでは、2回トラックをまとめて最終的な仕上げに入り、テイク117が完成。このテイクでは、トラック1にオーバーダビングされたベース、トラック2にドラム、トラック3にエレクトリック・ギター、ピアノ、バッキング・ボーカル、2番目のピアノ、トラック4にリード・ボーカル、オルガン、タンバリンという編成だった。この段階でエンディング部分が編集され、3分55秒もあった曲の長さが3分15秒に短縮された。同日にモノラル・ミックスが作成され、ステレオ・ミックスは10月14日に作成された。

## クレジット
※出典
- ジョン・レノン - リード・ボーカル、バッキング・ボーカル、エレクトリック・ギター
- ポール・マッカートニー - バッキング・ボーカル、ピアノ、ベース、オルガン、エレクトリック・ギター
- ジョージ・ハリスン - バッキング・ボーカル、エレクトリック・ギター、タンバリン
- リンゴ・スター - ドラム

## 評価・文化的影響
2018年に『インデペンデント』誌のジェイコブ・ストルワーシーは、アルバム『ザ・ビートルズ』収録曲を対象としたランキングで本作を6位に挙げ、「今日まで、『セクシー・セディ』はほろ苦い軽蔑の念を漂わせており、そのムーディーな最後の部分は、レディオヘッドの『カーマ・ポリス』やアークティック・モンキーズの『フォー・アウト・オブ・ファイヴ』を彷彿（ほうふつ）とさせ、何度聴いても興奮させてくれる」と評している。また、『タイムアウト・ロンドン』誌が発表した「The 50 Best Beatles songs」では第14位にランクインしている。
ハリスンが1974年に発売したソロ・アルバム『ダーク・ホース』に収録の「シンプリー・シェイディ」のタイトルは、本作に由来している。